# Alice (Texas)
Alice város az USA Texas államában. Lakosainak száma 17 891 fő (2020. április 1.).

## Népesség
A település népességének változása:

| 2010 | 19 104 |
| 2020 | 17 891 |